# Aponchium conicaudatum
Aponchium conicaudatum är en rundmaskart som beskrevs av Allgen 1951. Aponchium conicaudatum ingår i släktet Aponchium och familjen Aponchiidae. Inga underarter finns listade i Catalogue of Life.